# Young Marble Giants
Young Marble Giants var ett postpunkband från Cardiff. Trion bildades 1978 och deras minimalistiska inspelningar består framför allt av bröderna Philip and Stuart Moxham på gitarr och basgitarr, Alison Statton på sång och en trummaskin.
Philip Moxham fortsatte senare som basist i The Communards och Everything But the Girl tillsammans med Ben Watt och Tracey Thorn. Han medverkade på deras fjärde album Idlewild. 
I början av 2003 återförenades Statton och bröderna Moxham för en specialinspelning organiserad av BBC Radio Wales. De framförde då en ny sång, "Alright".  De höll även en återföreningskonsert i Hay-on-Wye den 27 maj 2007, som del i Hay-on-Wye-festivalen.

## Diskografi
Studioalbum
- 1980 – Colossal Youth (#3 på UK Indie Chart)

EPs
- 1980 – Final Day (#6 på UK Indie Chart)
- 1981 – Testcard E.P (#2 på UK Indie Chart)

Livealbum
- 1991 – Peel Sessions
- 2004 – Live at the Hurrah!

Samlingsalbum
- 2000 – Salad Days (demo-versioner från Colossal Youth og Testcard)